# Chevrolet Aveo
Chevrolet Aveo este un autoturism din clasa subcompactă fabricat de producătorul coreean GM Daewoo începând din anul 2002, ce este oferit în două tipuri de caroserie: hatchback și berlină. În România, prima generație a acestuia a fost comercializată sub denumirea de Chevrolet Kalos. În Coreea de Sud aceasta a fost comercializată cu numele de Daewoo Kalos, iar cea de-a doua generație cu numele de Daewoo Gentra. Sub licență este fabricat în mai multe țări din lume, sub diferite denumiri.

## Istoric
Prima generație a apărut în anul 2002 pe noua platformă tehnică a celor de la Daewoo denumită intern T200. Acesta înlocuia în gama celor de la Daewoo modelul Lanos. Designul este creația celor de la Italdesign Giugiaro, iar numele provine din cuvântul grecesc kalós, care înseamnă "frumos". Acesta era primul model al celor de la Daewoo, după preluarea lor de către cei de la General Motors. Astfel, din anul 2006, aceștia au decis ca toate modelele Daewoo vândute în Europa să devină Chevrolet.
În anul 2005, General Motors a prezentat la salonul auto de la Shanghai versiunea restilizată a berlinei, cod intern T250. Aceasta a fost vândută în România ca Chevrolet Aveo. Varianta hatchback este și ea restilizată în anul 2007 și prezentată în premieră la salonul auto de la Frankfurt.
Cea de-a doua generație a modelului Aveo a fost prezentată la salonul auto de la Paris în octombrie 2010. Aceasta va fi vândută în America de Nord sub numele de Chevrolet Sonic. Din august 2011, aceasta este produsă și în Statele Unite.

## Galerie foto

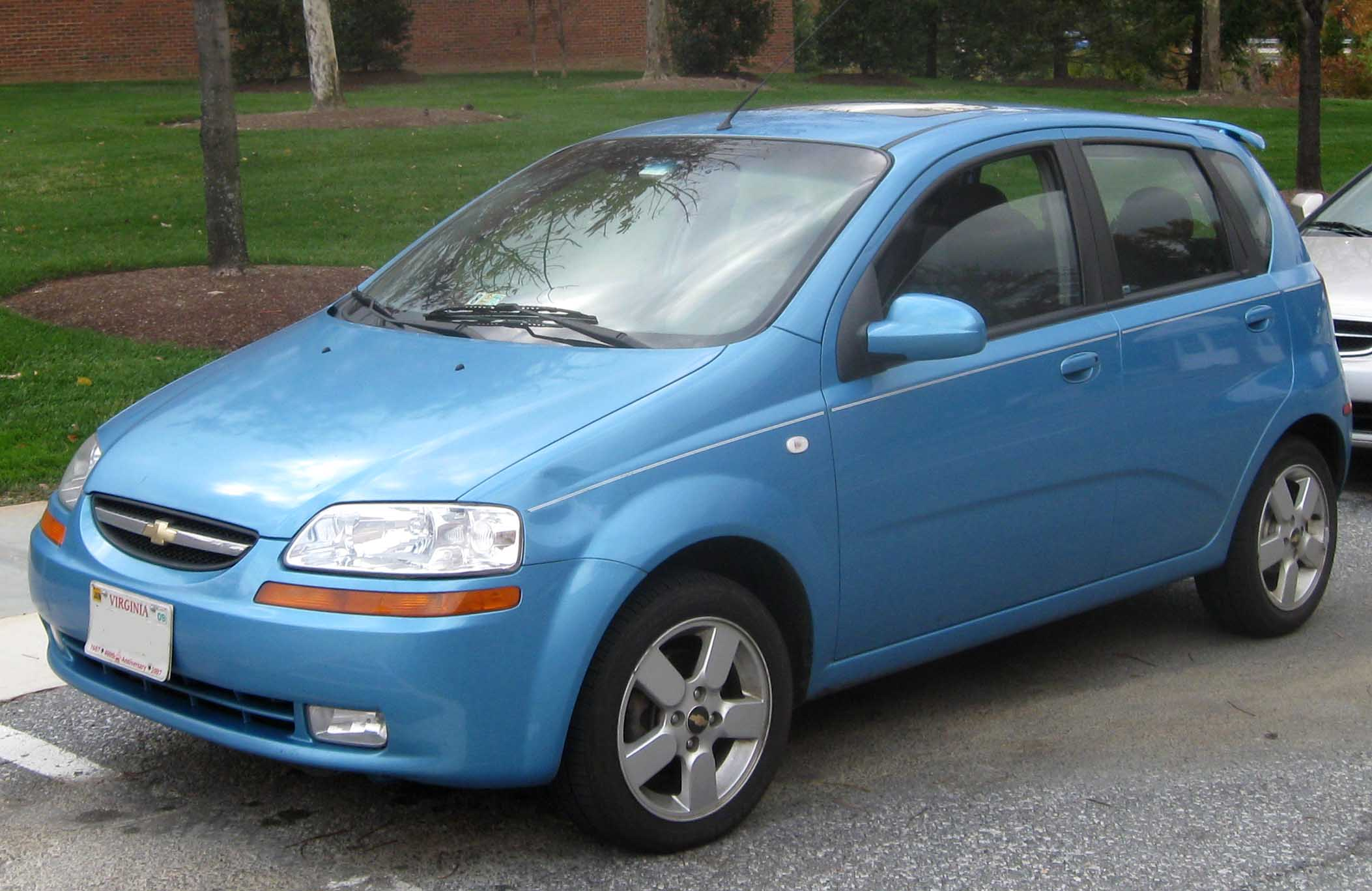
Chevrolet Kalos (T200)
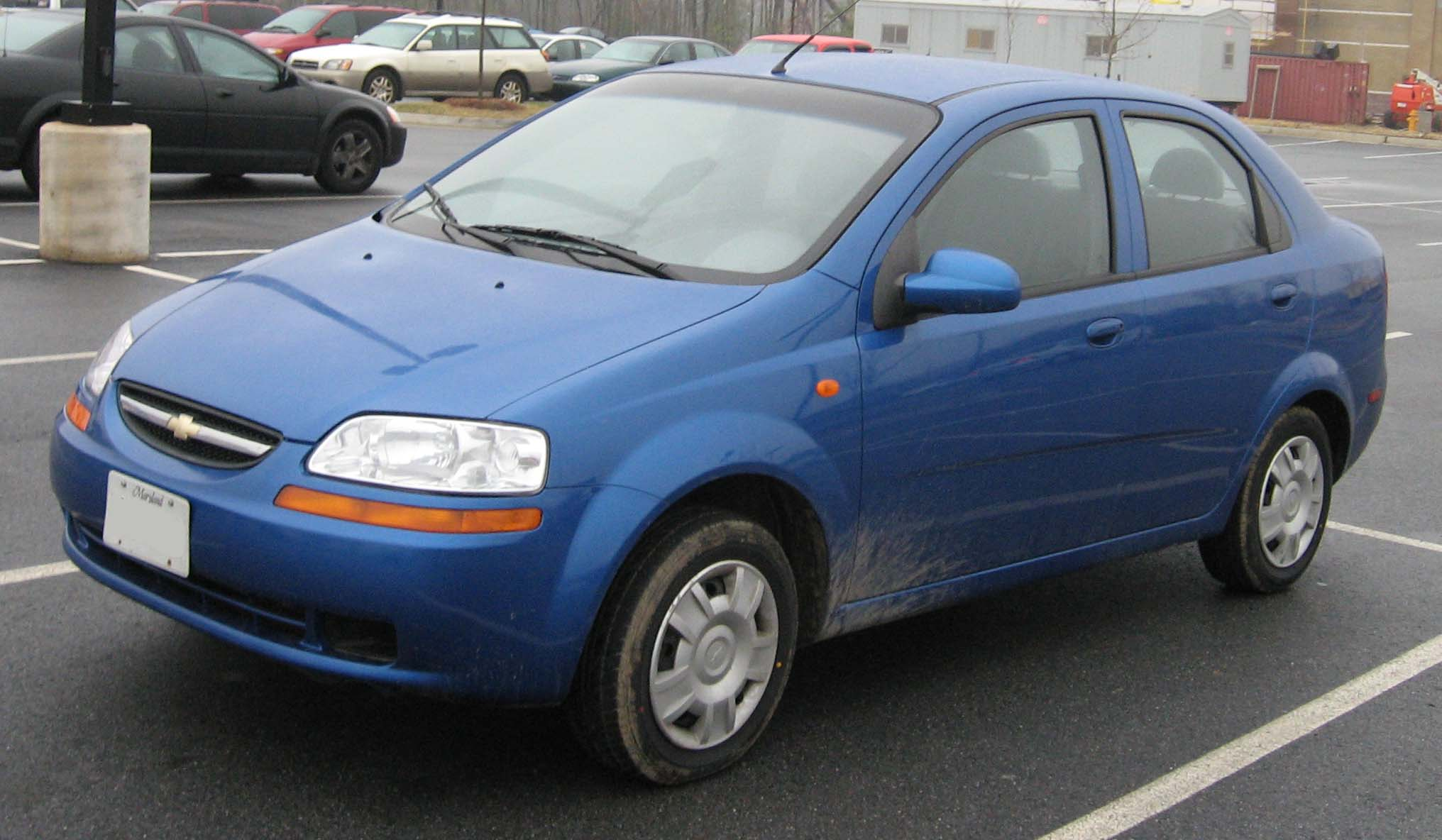
Chevrolet Kalos (T200)
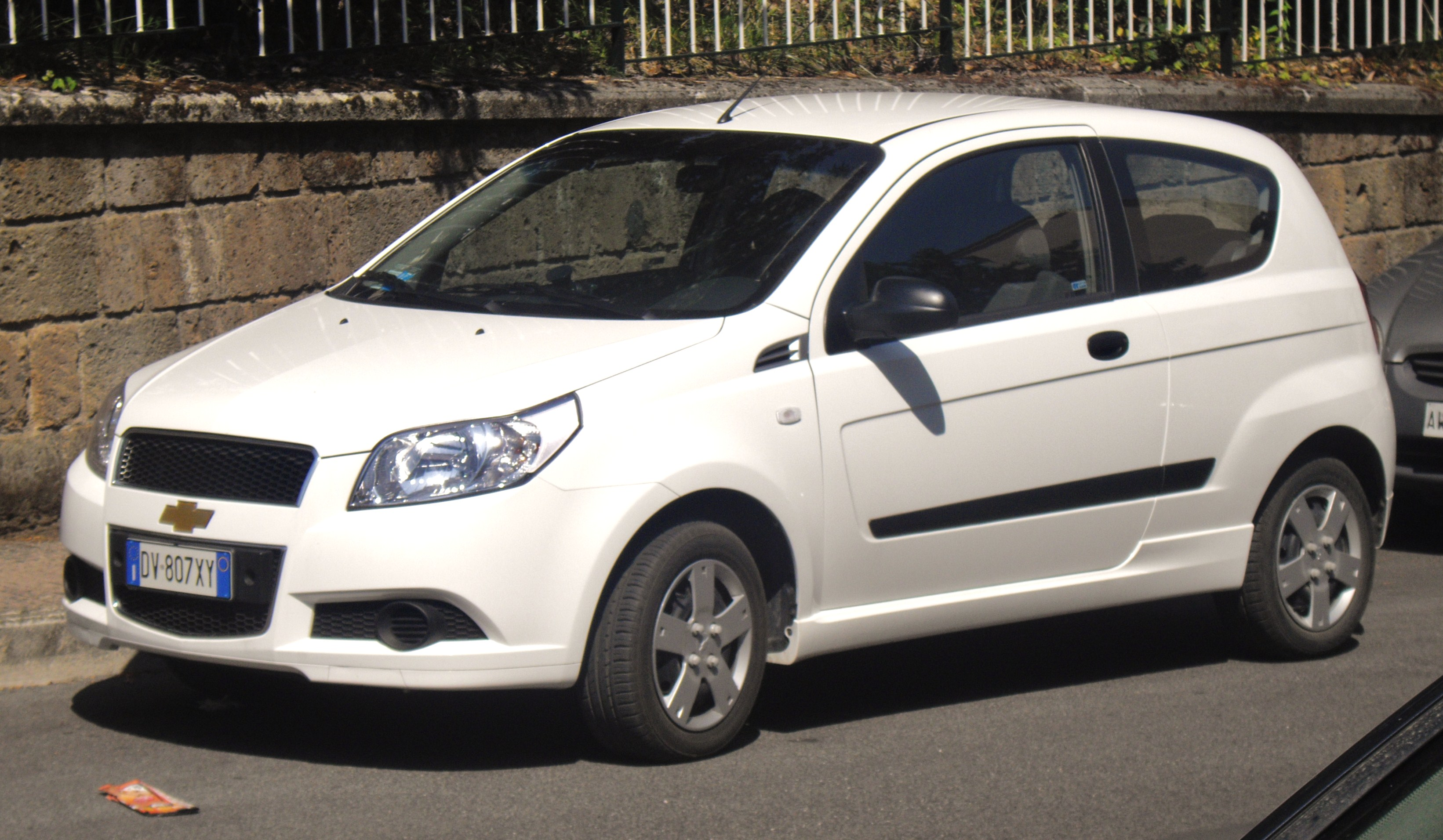
Chevrolet Aveo (T250)
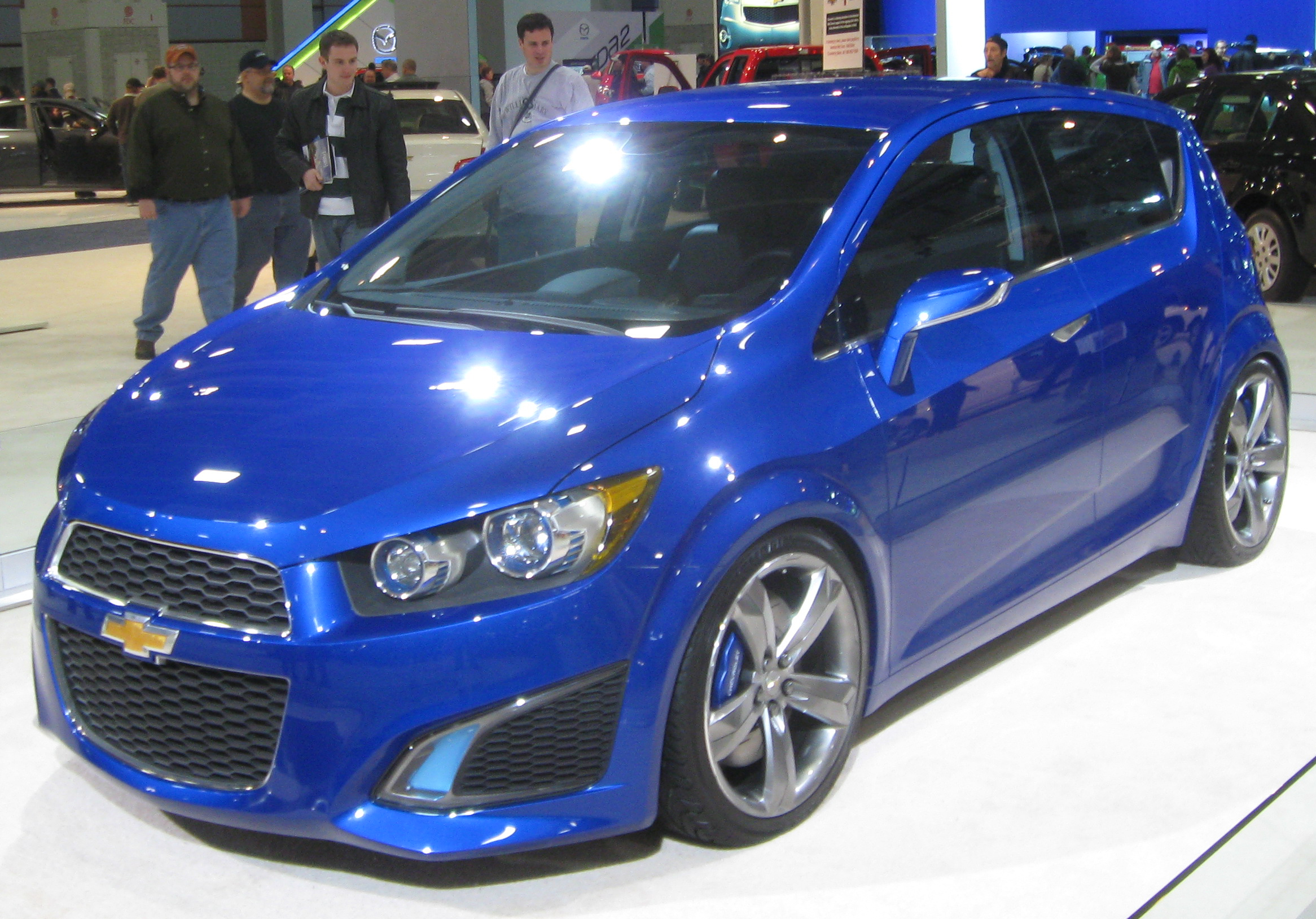
Chevrolet Aveo (T300)